# Alagie Saine
Alagie Saine, né le 20 janvier 2003, est un footballeur gambien qui joue au poste de défenseur central à l'AC Horsens.

## Biographie

### Carrière en club
Né en Gambie, Alagie Saine est formé par le Falcons FC dans son pays natal, avant de rejoindre l'AC Horsens au Danemark en 2023, sous la forme d'un prêt avec option d'achat,,,.

### Carrière en sélection
Alagie Saine est appelé pour la première fois avec l’équipe de Gambie des moins de 20 ans en 2020 pour jouer la Coupe d'Afrique des nations des moins de 20 ans 2021, dont ils atteignent les demi-finales.
Saine est convoqué une nouvelle fois avec l'équipe de Gambie des moins de 20 ans pour participer à la Coupe continentale des moins de 20 ans qui a lieu en février et mars 2023.
La Gambie atteint sa première finale de la compétition après sa victoire face au Nigeria (1-0),, Elle perd ensuite cette dernière rencontre face au Sénégal (0-2).
Capitaine de la sélection finaliste, Saine figure dans l'équipe type du tournoi.

## Palmarès
Gambie -20 ans
- CAN junior
  - Finaliste en 2023
  - Troisième en 2021

### Distinction personnelle
- Équipe type de la Can U20 2023